# Agustín Humberto Cejas
Agustín Humberto Cejas (Córdoba, 18 de julio de 1964) es un militar argentino en situación de retiro con el grado de teniente general. Fue jefe del Estado Mayor General del Ejército (JEMGE) desde el 28 de febrero de 2020 hasta el 15 de diciembre de 2021.

## Familia
El biografiado se encuentra casado con la señora Mónica Pieropaoli, con quien tuvo a sus tres hijos, Gonzalo, Facundo y María Trinidad.

## Carrera militar
Agustín Cejas se recibió de oficial en el Colegio Militar de la Nación en el año 1984.

### Capacitaciones y aptitudes especiales
Además de ser Oficial de Estado Mayor del Ejército Argentino y del Ejército de los Estados Unidos es licenciado en Estrategia y Organización.
Accedió a la Aptitud Especial de Paracaidista Militar y es también instructor de paracaidismo. Además se especializó en Lanzamientos Especiales convirtiéndose posteriormente en Jefe de Lanzamiento. Posee la aptitud de Asalto Aéreo en el Ejército de los Estados Unidos y también realizó el Curso Avanzado de Artillería de Campaña en la Escuela de Artillería del mismo país. Posteriormente culminó el Curso de Coordinación de Apoyo de Fuego Conjunto.

### Destinos
Agustín Humberto Cejas prestó servicio en diversos destinos que figuran a continuación:

#### Destinos como oficial subalterno
Mientras ostentó jerarquías desde subteniente a capitán sirvió en:
- Grupo de Artillería Paracaidista 4
- Grupo de Artillería 11
- Escuela de Artillería
- Escuela Superior de Guerra
- Estado Mayor General del Ejército

#### Destinos como oficial jefe
Mientras ostentó las jerarquías de mayor y teniente coronel revistó en:
- Jefatura III-Operaciones (Departamento Planeamiento) del Estado Mayor General del Ejército.
- Escuela de Comando y Estado Mayor como cursante. Fort Leavenworth. Kansas.
- Comando de la 10.ª División de Montaña del Ejército de los Estados Unidos, como oficial de Operaciones. Fort Drum. Nueva York.
- Escuela Superior de Guerra, como profesor. Escuela de Artillería, como jefe de Cursos.
- Secretaria General del Ejército.
- Jefe del Grupo de Artillería 10.

#### Destinos como oficial superior
El 30 de enero de 2017 el presidente Mauricio Macri aprobó su ascenso a coronel mediante el Decreto 75.
Desde coronel al presente:
- Director de la Escuela de Artillería.
- Inspector de Artillería.
- Subdirector del Colegio Militar de la Nación.
- Director del Colegio Militar de la Nación.
- Director general de Educación.
- Vicerrector de la Universidad de la Defensa Nacional.

### Jefatura del Estado Mayor General del Ejército

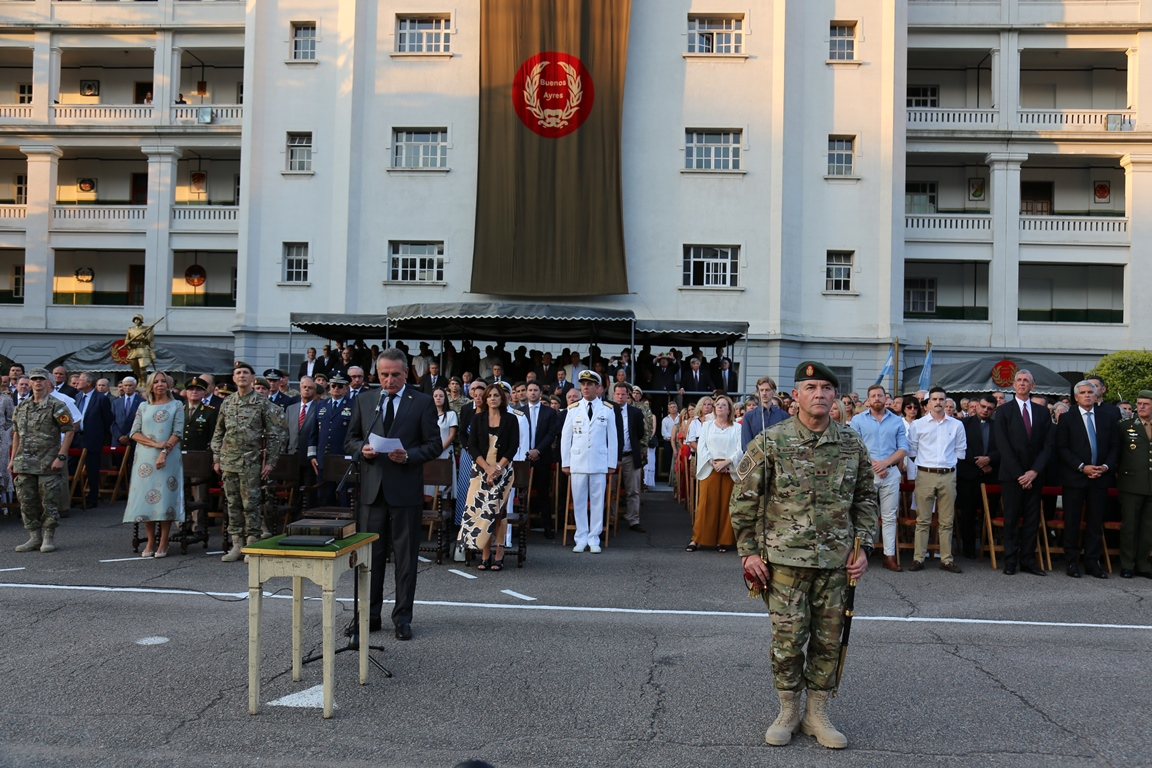
Agustín Cejas, tras prestar juramento el 28 de febrero de 2020.

Tras poco más de dos meses de haber jurado como presidente, Alberto Fernández dispuso el recambio de las autoridades militares de las tres fuerzas armadas el 22 de febrero de 2020. El general Agustín H. Cejas fue investido como nuevo jefe del Estado Mayor General del Ejército mediante el Decreto 181/2020.
El 28 de febrero del mismo año el ministro de Defensa Agustín Rossi puso en funciones a Cejas en una ceremonia celebrada en el Regimiento de Infantería 1 «Patricios» donde también se lo homenajeó al saliente titular, teniente general Claudio Pasqualini.
Las otras nuevas autoridades designadas por el jefe de Estado fueron el general de brigada Juan Martín Paleo como Jefe del Estado mayor Conjunto; el contralmirante Julio Guardia como nuevo titular de la Armada; el brigadier Xavier Isaac como comandante de la Fuerza Aérea.
El 15 de diciembre de 2020, el Poder Ejecutivo Nacional dispuso el ascenso de Cejas al rango de general de división con efecto retroactivo al 31 de diciembre de 2019.
El 28 de octubre de 2021, el Senado de la Nación Argentina dio su aprobación a los ascensos de ciento ochenta uniformados entre los que se encontraban los de Agustín Humberto Cejas, Xavier Isaac y Julio Guardia - jefes de Estado Mayor de las tres fuerzas - y el del jefe del Estado Mayor Conjunto, Juan Martín Paleo. Los pliegos habían sido remitidos por el Poder Ejecutivo a la Cámara Alta en abril de 2021, pero fueron tratados con siete meses de demora. En todos los casos, los ascensos fueron efectivizados con retroactividad al 22 de febrero de 2020.
Todos los pliegos recibieron apoyo unánime con la excepción del 457/21 perteneciente al titular del ejército, Agustín Cejas. El mismo, recibió el voto negativo por parte del senador Ernesto Félix Martínez, quien cuestionó el silencio del jefe del arma ante la situación que vivieron algunos de sus subordinados que respondieron al pedido de la justicia para que declarasen en causas judiciales contra Amado Boudou y a Milagro Sala. "No creemos que pueda seguir al frente del Ejército" manifestó el legislador al justificar su oposición al pliego del general Cejas.
El 15 de diciembre de 2021 el presidente Fernández designó al general de división Guillermo Pereda como nuevo jefe del arma terrestre, reemplazando al general Cejas, quien pasó al retiro.

## Condecoraciones y distintivos
Ha recibido los siguientes galardones:
- «Oficial de Estado Mayor» Escuela Superior de Guerra
- «Distintivo Paracaidista Militar»
- «Recompensa al Mérito del Arma de Artillería» (en tres ocasiones)
- «Distintivo Aptitud Especial Asalto Aéreo»
- «Distintivo instructor de Paracaidismo»
- "Distintivo Julio Argentino Roca" por años de servicio en el sur
- "Distintivo Aptitud Aplicativa al Combate"
- "Distintivo Ejercicio de Comando"
- "Medalla al Servicio Meritorio, otorgada por el Ejército de los Estados Unidos de Norteamérica"
- "Distintivo de Asalto Aéreo en el Ejército de los Estados Unidos de Norteamérica"